# Консул (Древен Рим)
 Тази статия е за Консул (Древен Рим).  За друго значение на Консул вижте Консул.  
Консул (на латински: consule) е най-висшата избираема длъжност по време на Римската република в древен Рим.
Длъжността на консула била колегиална, т.е. консулите били винаги двама, като се избирали всяка година. Колегията на двама консули била учредена съгласно античната традиция след изгнанието на последния от седмината царе на Рим Тарквиний Горди.
В началото, консули се избирали само от средите на патрициите, но в резултат на борбата на плебеите с патрициите през 367 година пр.Хр., един от консулите започнал да се избира от плебеите. Според законите на републиката, минималната възраст, за да бъде избран един патриций за консул, била 40 години, а за плебей – 42. Двамата консули служели заедно и всеки имал право на вето върху решенията на другия, което била обичаен принцип сред магистратите. На латински, consules означава „тези, които вървят заедно“. Ако единият консул умре по време на мандата си (нерядко консули са били в предните редици на битките), друг ще бъде избран на негово място.
Консулите притежавали най-висшата гражданска и военна власт. Набирали легиони и ги оглавявали, свиквали Сената и комициите, председателствали ги, назначавали диктатори и т.н. При извънредни ситуации сената давал на консулите неограничени пълномощия.
Правото да водят съдебни процеси по граждански дела след 367 година пр.Хр. преминало към преторите.
Помощници на консулите били квесторите.
Отличителните знаци на консулите били тога с широка пурпурна лента, курулно кресло (Sella curulis), инкрустирано със слонова кост и ги съпровождали 12 ликтора с фасции.
В римската система за летоброене годините се обозначавали с имената на консула за дадената година (наричали се consules ordinarii). Преди 153 година пр.Хр. новоизбраните консули встъпвали в длъжност на 15 март, но тази година въстанието на келтиберите в Испания ги принудило да поемат службата си по-рано от традиционната дата. Така 1 януари станал началото на годината в Рим и това променило календара.
След изкаран мандат като консули, те получавали правото да управляват някоя провинция и званието проконсул.
В епохата на Римската империя на консулите е отнета реалната власт и длъжността се превърнала в почетна, а от изборна – станала назначаема.